# 水道町 (新宿区)
水道町（すいどうちょう）は、東京都新宿区の町名。住居表示実施済み地域であり、丁目の設定がない単独町名である。

## 地理
新宿区の北東部に位置する。町域北部は目白通り、首都高速5号池袋線、神田川などに接し、これらを境に文京区水道二丁目に接する。東部は新宿区西五軒町に、南部は新宿区築地町に、西部は新宿区改代町及び文京区関口一丁目にそれぞれ接する。町域内は住宅のほか、高層建造物が混在している。町域内には、印刷・製本関連の企業が多く点在している。

## 歴史
1911年、牛込水道町から水道町に改称した。平成元年（1989年）、近隣の赤城元町、西五軒町とともに住居表示が実施された。これらの町では住居表示実施後も従前の町名が継承されている。

### 地名の由来
町名は神田上水に沿った地であったことによる。

## 世帯数と人口
2025年（令和7年）3月1日現在（新宿区発表）の世帯数と人口は以下の通りである。
- 世帯数 : 782世帯
- 人口 : 1,021人

### 人口の変遷
国勢調査による人口の推移。
| 年                 | 人口  |
| ------------------ | ----- |
| 1995年（平成7年）  | 469   |
| 2000年（平成12年） | 569   |
| 2005年（平成17年） | 695   |
| 2010年（平成22年） | 827   |
| 2015年（平成27年） | 895   |
| 2020年（令和2年）  | 1,115 |

### 世帯数の変遷
国勢調査による世帯数の推移。
| 年                 | 世帯数 |
| ------------------ | ------ |
| 1995年（平成7年）  | 221    |
| 2000年（平成12年） | 302    |
| 2005年（平成17年） | 418    |
| 2010年（平成22年） | 561    |
| 2015年（平成27年） | 575    |
| 2020年（令和2年）  | 784    |

## 学区
区立小・中学校に通う場合、学区は以下の通りとなる（2018年8月時点）。
- 区域 : 全域
  - 小学校 : 新宿区立江戸川小学校
  - 中学校 : 新宿区立牛込第三中学校

## 交通
町域内に鉄道駅はないが、東京メトロ有楽町線・江戸川橋駅と同社、東京メトロ東西線・神楽坂駅が利用可能な範囲にある。

## 事業所
2021年（令和3年）現在の経済センサス調査による事業所数と従業員数は以下の通りである。
- 事業所数 : 106事業所
- 従業員数 : 1,632人

### 事業者数の変遷
経済センサスによる事業所数の推移。
| 年                 | 事業者数 |
| ------------------ | -------- |
| 2016年（平成28年） | 86       |
| 2021年（令和3年）  | 106      |

### 従業員数の変遷
経済センサスによる従業員数の推移。
| 年                 | 従業員数 |
| ------------------ | -------- |
| 2016年（平成28年） | 1,342    |
| 2021年（令和3年）  | 1,632    |

## 施設
- 新宿区立江戸川小学校
- 新宿区保育ルームえどがわ園[15]（旧：新宿区立江戸川幼稚園）

### かつて存在した施設
公共施設
- 警視庁第4分署（現在の1番区画・明治8年ごろ）
- 小石川警察署（現在の4番区画、旧32番地・明治16年ごろ）

宗教施設
- 牛込昇天教会（バルナバ教会、明治11年）

→日本聖公会牛込聖バルナバ教会（新宿区矢来町65）
- 経王寺（現在地不明・慶長9年）
- 天理教・教会（現在の4番ブロック、旧32番地・上記「小石川警察署」跡地）

学校
- 私立東京美髪学校 - 日本初の美容専門学校、大正2年8月創立（旧32番地・上記「天理教・教会」の跡）

## その他

### 日本郵便
- 郵便番号 : 162-0811[3]（集配局 : 牛込郵便局[17]）。